# نيلز غابرييل سيفستروم
نيلز غابرييل سيفستروم (بالسويدية: Nils Gabriel Sefström) هو كيميائي سويدي عاش في الفترو ما بين سنتي 1787-1845.
كان سيفستروم تلميذاً لبيرسيليوس؛ وفي سنة 1830 وأثناء دراسته خواص الفولاذ تمكن من إعادة اكتشاف عنصر الفاناديوم، وهو من أطلق عليه تلك التسمية.
انتسب سيفستروم إلى الأكاديمية الملكية السويدية للعلوم منذ سنة 1815.
توفي هذا العالم في مدينة ستوكهولم عاصمة السويد في سنة 1845.